# Epeus chilapataensis
Epeus chilapataensis is een spinnensoort uit de familie springspinnen (Salticidae).
De wetenschappelijke naam van de soort werd in 1992 gepubliceerd door Bijan Kumar Biswas & Kajal Biswas.